# Фондация (поредица)
Вижте пояснителната страница за други значения на Фондация.
„Фондация“ (на английски: Foundation) е научнофантастична поредица от книги, написана от американския писател Айзък Азимов. Публикувана за първи път като поредица от разкази и новели в периода 1942–1950 г., а впоследствие в три сборника през 1951–1953 г., в продължение на почти тридесет години поредицата се състои от три книги: Фондация, Фондация и империя и Втората фондация. През 1966 г. печели награда „Хюго“ за „най-добра поредица за всички времена“. Азимов по-късно добавя нови томове с две продължения: Острието на фондацията и Фондация и Земя, както и две предистории: Прелюдия към фондацията и Битката за фондацията.
Историята разказва, че в залеза на бъдещата Галактическа империя математикът Хари Селдън прекарва живота си в разработване на теория на психоисторията, нова и ефективна математика на социологията. Използвайки статистическите закони за масово действие, той може да предскаже бъдещето на големи популации. Селдън предвижда предстоящото падане на Империята, която обхваща целия Млечен път, и Тъмната епоха, продължаваща 30 000 години, преди да възникне втора империя. Въпреки че импулсът на падането на Империята е твърде голям, за да бъде спрян, Селдън измисля план, чрез който „връхлитащата маса от събития трябва само малко да бъде отклонена“, за да ограничи в крайна сметка интерегнума само до хиляда години.

## Поредица
Сюжетът на седемте романа следва хронологията на поредицата във вселената, а не реда на публикуване. След много години като трилогия, включваща Фондация, Фондация и империя и Втората фондация, поредицата е разширена с две предистории и две продължения.
| Вид                 | Заглавие                | Година |
| ------------------- | ----------------------- | ------ |
| Предистории         | Прелюдия към фондацията | 1988   |
| Предистории         | Битката за фондацията   | 1993   |
| Оригинална трилогия | Фондация                | 1951   |
| Оригинална трилогия | Фондация и империя      | 1952   |
| Оригинална трилогия | Втората фондация        | 1953   |
| Продължения         | Острието на фондацията  | 1982   |
| Продължения         | Фондация и Земя         | 1986   |